# Les Gaîtés de l'escadron (1932)
Les Gaîtés de l'escadron is een Franse filmkomedie uit 1932 onder regie van Maurice Tourneur. Het scenario is gebaseerd op het gelijknamige toneelstuk uit 1886 van de Franse auteurs Georges Courteline en Édouard Nores. Destijds werd de film in Nederland uitgebracht onder de titel De schurkenstreken van het escadron.

## Verhaal
Enkele rekruten in de provincie begrijpen niets van militaire orders en worden het mikpunt van de boosaardige grappen van adjudant Flick. De oudgediende kapitein Hurluret weet de opgelegde discipline te verzachten.  

## Rolverdeling
| Acteur             | Personage           |
| ------------------ | ------------------- |
| Raimu              | Kapitein Hurluret   |
| Jean Gabin         | Fricot              |
| Fernandel          | Vanderague          |
| René Donnio        | Laplote             |
| Charles Camus      | Adjudant Flick      |
| Pierre Labry       | Potiron             |
| Frédéric Munié     | Luitenant Mousseret |
| Lucien Nat         | Maarschalk          |
| Pierre Ferval      | Brigadier Vergisson |
| Georges Bever      | Guillaumette        |
| Paul Azaïs         | Croquebol           |
| Roland Armontel    | Barchetti           |
| Louis Cari         | Foerier Bernot      |
| Henry Roussel      | Generaal            |
| Ketty Pierson      | Slager              |
| Jacqueline Brizard | Wasvrouw            |
| Mady Berry         | Mevrouw Bijou       |